# 弦楽四重奏曲第3番 (ブラームス)
弦楽四重奏曲第3番（げんがくしじゅうそうきょくだいさんばん）変ロ長調 作品67は、ヨハネス・ブラームスの発表した最後の弦楽四重奏曲である。1875年に作曲され、翌年初演・出版された。
- 作曲時期：1875年夏、ハイデルベルク近くのツィーゲルハウゼンにて大半を作曲。
- 初演：1876年10月30日、ヨーゼフ・ヨアヒム率いる弦楽四重奏団
- 献呈者：テオドール・ヴィルヘルム・エンゲルマン博士（ユトレヒトの生理学教授）

ブラームスの弦楽四重奏曲全般の総説は、弦楽四重奏曲第1番 (ブラームス) の項を参照。

## 曲の構成
ブラームスの弦楽四重奏曲全3曲中では、最も活気に満ち、明るく朗らかな曲風である。書法としては、1873年夏に多くを作曲された第1番、第2番に比べ大きな進展を見せ、より入念なものになっている。特に、この第3番変ロ長調でみせた、第1楽章の材料を最終楽章の変奏曲に盛り込み、曲全体の統一感を図るという手法は、のちに交響曲第4番や、クラリネット五重奏曲でも応用されている。
- 第1楽章 Vivace （変ロ長調）
同じ調性（変ロ長調）であるモーツァルトの弦楽四重奏曲「狩」によく似た出だしで始まる。
- 第2楽章 Andante （ヘ長調）
- 第3楽章 Agitato; Allegretto non troppo （ニ短調）
「Agitato（激しく）」と指示されたこの楽章では、ヴィオラ以外の3つの楽器に弱音器装着を指定し、この楽章のほぼ全体をヴィオラが主導するという変わったものである。ブラームスの弦楽四重奏曲全3曲はヴィオラが印象的な場面が多いが、その中でも特に印象的な楽章である。
- 第4楽章 Poco Allegretto con Variazioni （変ロ長調）
主題と8つの変奏とからなる。

演奏時間は30分ほど。

## 編成
- 第1ヴァイオリン
- 第2ヴァイオリン
- ヴィオラ
- チェロ